# ديفيد راسيل
ديفيد راسيل (9 يناير 1960 بنيويورك في الولايات المتحدة - ) (بالإنجليزية: David Russell)‏ هو لاعب كرة سلة أمريكي في مركز هجوم صغير الجسم.

## وصلات خارجية
- ديفيد راسيل على موقع سبورتس رفرنس (الإنجليزية)
- ديفيد راسيل على موقع الدوري الإسباني لكرة السلة (الإسبانية)
- ديفيد راسيل على موقع كلية كرة السلة في سبورتس رفرنس.كوم (الإنجليزية)
- ديفيد راسيل على موقع ريلجم (الإنجليزية)
- ديفيد راسيل على موقع بروبوليرز (الإنجليزية)
- ديفيد راسيل على موقع سبورتس رفرنس (الإنجليزية)